# Kvalifikace na Mistrovství světa ve fotbale 2002 (UEFA) – skupina 9
Zápasy této kvalifikační skupiny na Mistrovství světa ve fotbale 2002 se konaly v letech 2000 a 2001. Z pěti účastníků si postup na závěrečný turnaj vybojoval vítěz skupiny. Celek na druhém místě hrál baráž.

## Tabulka
| Tým     | Z | V | R | P | GV | GI | +/- | B  |
| ------- | - | - | - | - | -- | -- | --- | -- |
| Anglie  | 8 | 5 | 2 | 1 | 16 | 6  | 10  | 17 |
| Německo | 8 | 5 | 2 | 1 | 14 | 10 | 4   | 17 |
| Finsko  | 8 | 3 | 3 | 2 | 12 | 7  | 5   | 12 |
| Řecko   | 8 | 2 | 1 | 5 | 7  | 17 | -10 | 7  |
| Albánie | 8 | 1 | 0 | 7 | 5  | 14 | -9  | 3  |

## Zápasy
| 2. září 2000                                                                   |          |                                                    |                                  |
| Finsko                                                                         | 2 – 1    | Albánie                                            | Finnair, Helsinky diváci: 10 770 |
| Jari Litmanen 45' Hannu Tihinen 49' Aki Riihilahti 68' Janne Saarinen 70', 73' | (Report) | Edwin Murati 20' 64' Bledar Kola 30' Rudi Vata 71' | Finnair, Helsinky diváci: 10 770 |

| 2. září 2000                                                                                       |          |                                               |                                        |
| Německo                                                                                            | 2 – 0    | Řecko                                         | Stadium Rakyat, Hamburg diváci: 48 500 |
| Sebastian Deisler 18' Michael Ballack 35' Jörg Heinrich 38' Mehmet Scholl 46' 79' Thomas Linke 63' | (Report) | Theodoros Zagorakis 38' Ilias Poursanidis 64' | Stadium Rakyat, Hamburg diváci: 48 500 |

| 7. října 2000 |          |                                                         |                                        |
| Anglie        | 0 – 1    | Německo                                                 | Stadion Wembley, Londýn diváci: 76 377 |
| Andy Cole 24' | (Report) | Dietmar Hamann 14' Michael Ballack 52' Jens Nowotny 82' | Stadion Wembley, Londýn diváci: 76 377 |

| 7. října 2000                                  |          |                |                                           |
| Řecko                                          | 1 – 0    | Finsko         | Olympijský stadion, Athény diváci: 15 000 |
| Nikos Liberopoulos 59' Georgios Amanatidis 86' | (Report) | Juha Reini 10' | Olympijský stadion, Athény diváci: 15 000 |

| 11. října 2000                                                                                  |          |                                            |                                    |
| Albánie                                                                                         | 2 – 0    | Řecko                                      | Qemal Stafa, Tirana diváci: 10 200 |
| Fatmir Vata 1' Giorgos Karagounis 48' (vl.) Arjan Xhumba 65' Çlirim Bashi 86' Ervin Fakaj 90+3' | (Report) | Angelos Basinas 18' Marinos Ouzounidis 55' | Qemal Stafa, Tirana diváci: 10 200 |

| 11. října 2000 |          |        |                                             |
| Finsko         | 0 – 0    | Anglie | Olympijský stadion, Helsinky diváci: 36 210 |
| Antti Niemi 6' | (Report) |        | Olympijský stadion, Helsinky diváci: 36 210 |

| 24. března 2001                                                         |          |                                                                                       |                                        |
| Anglie                                                                  | 2 – 1    | Finsko                                                                                | Anfield Road, Liverpool diváci: 44 262 |
| Michael Owen 44' David Beckham 50' Paul Scholes 64' Steve McManaman 68' | (Report) | Mika Nurmela 18' Aki Riihilahti 26' Sami Hyypiä 75' Jarkko Wiss 78' Petri Pasanen 83' | Anfield Road, Liverpool diváci: 44 262 |

| 24. března 2001                                                                  |          |                                                |                                      |
| Německo                                                                          | 2 – 1    | Albánie                                        | Bay-Arena, Leverkusen diváci: 22 500 |
| Dietmar Hamann 4' Mehmet Scholl 40' Sebastian Deisler 49' Miroslav Klose 84' 87' | (Report) | Rudi Vata 34' Edwin Murati 54' Bledar Kola 65' | Bay-Arena, Leverkusen diváci: 22 500 |

| 28. března 2001                                |          |                                                                      |                                    |
| Albánie                                        | 1 – 3    | Anglie                                                               | Qemal Stafa, Tirana diváci: 18 000 |
| Altin Lala 41' Besnik Hasi 51' Ervin Skela 90' | (Report) | Paul Scholes 65' Michael Owen 73' Gary Neville 82' Andy Cole 87' 90' | Qemal Stafa, Tirana diváci: 18 000 |

| 28. března 2001                                                                                     |          | |                                           |
| Řecko                                                                                               | 2 – 4    | Německo | Olympijský stadion, Athény diváci: 32 173 |
| Angelos Charisteas 20' Grigoris Georgatos 24' Christos Patsatzoglou 36' Georgios Georgiadis 27' 43' | (Report) | Marko Rehmer 6' Michael Ballack 25' (pen.) Sebastian Deisler 37', 59' Christian Wörns 73' Miroslav Klose 82' Marco Bode 90' | Olympijský stadion, Athény diváci: 32 173 |

| 2. června 2001                            |          |                                                                                     |                                             |
| Finsko                                    | 2 – 2    | Německo                                                                             | Olympijský stadion, Helsinky diváci: 35 744 |
| Mikael Forssell 28' 43' Hannu Tihinen 75' | (Report) | Michael Ballack 10' 69' Oliver Neuville 12' Carsten Ramelow 27' Carsten Jancker 72' | Olympijský stadion, Helsinky diváci: 35 744 |

| 2. června 2001                                                                              |          |                                                |                              |
| Řecko                                                                                       | 1 – 0    | Albánie                                        | OFI, Heraklion diváci: 5 500 |
| Stylianos Venetidis 19' Georgios Georgiadis 34' Nikos Machlas 70' Christos Patsatzoglou 90' | (Report) | Geri Cipi 39' Edwin Murati 40' Altin Haxhi 66' | OFI, Heraklion diváci: 5 500 |

| 6. června 2001                                                |          |                                                                                              |                                    |
| Albánie                                                       | 0 – 2    | Německo                                                                                      | Qemal Stafa, Tirana diváci: 12 800 |
| Besnik Hasi 9' Edwin Murati 37' Rudi Vata 41' Alban Bushi 87' | (Report) | Christian Ziege 16' Marko Rehmer 27' Carsten Ramelow 37' Michael Ballack 68' Lars Ricken 84' | Qemal Stafa, Tirana diváci: 12 800 |

| 6. června 2001                         |          |                                                    |                                           |
| Řecko                                  | 0 – 2    | Anglie                                             | Olympijský stadion, Athény diváci: 29 300 |
| Zisis Vryzas 58' Panagiotis Fyssas 73' | (Report) | Paul Scholes 63' Ashley Cole 69' David Beckham 87' | Olympijský stadion, Athény diváci: 29 300 |

| 1. září 2001                                    |          |                                                       |                                   |
| Albánie                                         | 0 – 2    | Finsko                                                | Qemal Stafa, Tirana diváci: 6 400 |
| Altin Lala 47' Arjan Bellaj 62' Altin Haxhi 81' | (Report) | Janne Saarinen 27' Teemu Tainio 55' Shefki Kuqi 90+3' | Qemal Stafa, Tirana diváci: 6 400 |

| 1. září 2001                       |          |                                                                    |                                            |
| Německo                            | 1 – 5    | Anglie                                                             | Olympijský stadion, Mnichov diváci: 63 000 |
| Carsten Jancker 6' Didi Hamann 79' | (Report) | Michael Owen 12' 48' 65' Steven Gerrard 45+3' Emile Heskey 54' 73' | Olympijský stadion, Mnichov diváci: 63 000 |

| 5. září 2001                                                                                     |          |                                                |                                             |
| Finsko                                                                                           | 5 – 1    | Řecko                                          | Olympijský stadion, Helsinky diváci: 27 216 |
| Mikael Forssell 14' 45' Aki Riihilahti 21' Hannu Tihinen 30' Joonas Kolkka 38' Jari Litmanen 53' | (Report) | Giorgos Karagounis 30' Georgios Amanatidis 77' | Olympijský stadion, Helsinky diváci: 27 216 |

| 5. září 2001                                        |          |                                  |                                                       |
| Anglie                                              | 2 – 0    | Albánie                          | Saint James' Park, Newcastle upon Tyne diváci: 51 046 |
| Michael Owen 43' Danny Murphy 45' Robbie Fowler 88' | (Report) | Edwin Murati 35' Besnik Hasi 42' | Saint James' Park, Newcastle upon Tyne diváci: 51 046 |

| 6. října 2001                                            |          |                                                                     |                                         |
| Anglie                                                   | 2 – 2    | Řecko                                                               | Old Trafford, Manchester diváci: 66 000 |
| Paul Scholes 9' Teddy Sheringham 68' David Beckham 90+3' | (Report) | Theodoros Zagorakis 14' Angelos Charisteas 36' Demis Nikolaidis 69' | Old Trafford, Manchester diváci: 66 000 |

| 6. října 2001       |          |                                 |                                                 |
| Německo             | 0 – 0    | Finsko                          | Arena Auf Schalke, Gelsenkirchen diváci: 52 000 |
| Oliver Neuville 29' | (Report) | Juha Reini 51' Mika Nurmela 64' | Arena Auf Schalke, Gelsenkirchen diváci: 52 000 |